# Dragaš (gmina)
Dragaš (serb. Драгаш, alb. Dragash) – gmina w Kosowie, w regionie Prizren. Jej siedzibą jest miasto Dragaš.

## Miejscowości
Miejscowości leżące na terenie gminy:

- Baçka/Bačka
- Bellobradi/Belobrod
- Blaçi/Bljač
- Brezna
- Brodi/Brod
- Brodosana/Brodosavce
- Brruti/Brut
- Buça/Buča
- Buzezi/Buzec
- Dikanca/Dikance
- Dragash/Dragaš – siedziba gminy
- Glloboçica/Globočica
- Kapre/Kapra
- Kërstec/Krstac
- Kosavë/Kosovce
- Krushevë/Kruševo
- Kuk/Kukovce
- Kukjan/Kukuljane
- Kuklibeg
- Leshtan/Leštane
- Lubovishtë/Ljubovište
- Mlikë/Mlike
- Orqushë/Orčuša
- Plavë/Plava
- Pllajnik/Plajnik
- Radeshë/Radeša
- Rapça/Rapča
- Restelicë/Restelica
- Rrenc/Rence
- Shajnë/Šajinovac
- Vranishtë/Vranište
- Xërxë/Zrze
- Zaplluzhë/Zaplužje
- Zgatar
- Zlipotok/Zli Potok
- Zym/Zjum Opoljski

## Demografia
W 2011 roku gmina liczyła 33 997 mieszkańców. Większość z nich stanowili etniczni Albańczycy – 59,7%. Wymieniało się następujące grupy narodowościowe i etniczne:
1. Albańczycy (20 287)
2. Gorani (8957)
3. Egipcjanie Bałkańscy (1544)
4. Serbowie (194)
5. Ashkali (111)
6. Romowie (39)
7. Turcy (10)

## Polityka
W wyborach lokalnych przeprowadzonych w 2017 roku kandydaci Demokratycznej Ligi Kosowa uzyskali 9 z 27 mandatów w radzie gminy. Frekwencja w I turze wyniosła 37,3%. Burmistrzem został Shaban Shabani.